# 만소아
만소아(포르투갈어: Mansôa)는 기니비사우 오이우 주에 위치한 도시로, 인구는 7,376명(2008년 기준)이다.